# (73951) 1997 UK8
1997 يو كي 8 (ويعرف أيضًا باسم (73951) 1997 يو كي 8 وفق تسمية الكوكب الصغير) (بالإنجليزية: 1997 UK8)‏ هو كويكب ضمن حزام الكويكبات؛ وترتيبه 73951 من حيث الاكتشاف.
اكتُشف هذا الجُرم الفلكي بواسطة Stephen P. Laurie ‏ في 21 أكتوبر 1997.

## وصلات خارجية
- (73951) 1997 UK8 في قاعدة بيانات مختبر الدفع النفاث لأجرام النظام الشمسي الصغيرة

- الاكتشاف · مخطط المدار ·  العناصر المدارية · المعلمات المادية

- (73951) 1997 UK8 على موقع ويكي سكاي: DSS2, SDSS, GALEX, IRAS, Hydrogen α, X-Ray, Astrophoto, Sky Map, Articles and images